# Milena Lisiecka
Milena Lisiecka (ur. 14 stycznia 1971 w Łodzi) – polska aktorka i lektorka. Absolwentka Akademii Teatralnej im. A. Zelwerowicza w Warszawie. Córka germanistki i tłumaczki Sławy Lisieckiej.

## Droga zawodowa
- 1997–1998: Teatr Zwierciadło w Łodzi
- 1998–2003: Teatr Nowy w Łodzi
- 2003–2005 Teatr Wybrzeże w Gdańsku
- od 2005 Teatr im. Stefana Jaracza w Łodzi
- 2010–2012 lektor w Toya Sound Studios
- od 2013 Scena Arterion

## Role teatralne

### Teatr Jaracza w Łodzi
- Piekarzowa - „Historia o miłosiernej, czyli testament psa” A. Suassuny, reż. R. Brzyk
- Jegorowna Babkina - „Iwanow” A. Czechowa, reż. P. Łysak
- Irma - „Balkon” J. Geneta, reż. A. Duda-Gracz
- Pani Kovacic - „Zagłada ludu albo moja wątroba jest bez sensu” W. Schwaba, reż. G. Wiśniewski
- Agafia - „według Agafii” na podstawie „Ożenku” M. Gogola, reż. A. Duda-Gracz
- Służąca - „Kotka na rozpalonym, blaszanym dachu” - reż. Małgorzata Bogajewska
- Wera - „Przed odejściem w stan spoczynku” Thomas Bernhard, reż. G. Wiśniewski
- Różne role - „Apokalipsa według św. Jana”, reż. A. Duda-Gracz
- Anna - „Rewizor” M. Gogola, Reż. M.Fiedor
- Elżbieta - „Król Ryszard III” W. Shakespeare’a, reż. G. Wiśniewski
- Szefowa - „Jajo węża” I. Bergmana, reż. M. Bogajewska
- Sara Abramowna - „Baba Chanel” Nikołaja Kolady, reż. N. Kolada
- Królowa Małgorzata - „Iwona księżniczka Burgunda”, reż. A. Duda- Gracz
- Ella – „Boże mój!” A. Gov, reż. J. Orłowski

### Scena Arterion
- Aktorka - „Próby” B.Schaeffera, reż. M.Kasprzyk
- Blondynka - „Ławeczka” A.Gelman, reż. J.Zubrzycki

### Teatr Nowy w Łodzi
- Marta - „Faust” J.W. Goethego, reż. Z. Jaskuła
- Kura - „Prorok Ilia” T. Słobodzianka, reż. M. Grabowski
- Helen - „Kaleka z Inishman” M. McDonagha, reż. R. Brzyk
- Kobieta – „Życie jest snem” C. de la Barca, reż. J. Sut
- Żona rybaka, Mleczarka, Narrator – „Momotaro” Starojapońskie baśnie, reż. Zespół Teatru Nowego w Łodzi
- Goneryla - „Król Lear” W. Shakespeare’a, reż. M. Grabowski
- Murka - „Sen pluskwy” T. Słobodzianka, reż. K. Dejmek
- Artystka - „Go, go” J. Przebindowskiego, reż. Ł. Kos
- Księżna Alicja - „Kurka wodna” S.I. Witkiewicza, reż. Ł. Kos
- Kurtyzana – „Komedia omyłek” W. Shakespeare’ a, reż. M. Prus
- „Król-Duch” J. Słowackiego, reż. Ł. Kos (gościnnie)

### Teatr Wybrzeże w Gdańsku
- Pani z ogonkiem - „Dialogi o zwierzętach” A. Żelezcowa, reż. R. Brzyk
- Wera - „Przed odejściem w stan spoczynku” Thomas Bernhard, reż. G. Wiśniewski
- Kasia – „Woyzeck” G. Buchner,reż. R. Zioło
- „From Poland with love” P. Demirskiego,reż. M. Zadara
- Klimina – „Wesele” S. Wyspiański, reż. R. Zioło
- Marusia – „Zmierzch” I. Babel, reż. T. Bradecki

### Laboratorium Dramatu Warszawa
- Matka – „O matko i córko” R. Bolesto, reż. B. Podbielska

### Teatr Powszechny im. Z. Hubnera Warszawa
- Helen – „Gruba świnia” N. LaBute’a, reż. K. Rekowski

## Filmografia

### Filmy i seriale
- 1997?: Klan jako pracownica Powiatowego Urzędu Pracy w Warszawie
- 2002?: Samo życie jako prokurator oskarżająca w procesie, jaki Maria Majewska wytoczyła byłemu mężowi Ryszardowi Majewskiemu
- 2007: Święty Rafał Kalinowski (obsada aktorska)
- 2007: Mamuśki jako żona klienta (odc. 25)
- 2007: M jak miłość jako agentka nieruchomości (odc. 549)
- 2007: Faceci do wzięcia (obsada aktorska/odc. 42)
- 2008: Na dobre i na złe jako sekretarka Mariana (odc. 354)
- 2008–2009: Brzydula jako urzędniczka
- 2009: Piksele jako gospodyni
- 2010: Plebania jako Czajkowa
- 2010–2011: Prosto w serce jako sekretarka (odc. 129)
- 2011: Układ warszawski jako Ewa (odc. 1)
- 2011: Lęk Wysokości jako szatniarka
- 2011: Komisarz Alex jako sąsiadka Kopieckiej (odc. 10)
- 2011: Jeden krok jako matka Kuby
- 2012: Jesteś Bogiem jako pani dyrektor
- 2013: Lekarze jako Alina Kowalska lub Morawska, matka Bogny (odc. 22 i 24)
- 2013: Chce się żyć jako Mirka, pokojowa w ośrodku
- 2014: Serce, serduszko i wyprawa na koniec świata jako kucharka
- 2014: Letnie przesilenie jako matka Franki
- 2015: Moje córki krowy jako salowa
- 2015: Komisarz Alex jako kwiaciarka (odc. 87)
- 2015: Dół (obsada aktorska)
- 2015–2016: Singielka jako sprzedawczyni (odc. 123)
- 2016: Komisarz Alex jako ordynator Irena Brodnicka (odc. 96)
- 2016–2019: Barwy szczęścia jako Sękowska
- 2017: Wspólna kamienica (obsada aktorska)
- 2017: Druga szansa jako położna (Seria III/odc. 1)
- 2018: Zabawa, zabawa jako pani Wanda, gosposia Doroty
- 2019: Komisarz Alex jako przełożona w szpitalu (odc. 149)
- od 2021: The Office PL jako Bożena Grabowska
- 2023: Święto ognia jako mama Leny

### Teatr Telewizji
- Maria Salomea – „Pasja” J. Iwańskiego, reż. J. Skotnicki, spektakl Teatru Telewizji
- „Padnij” P. Demirskiego, A. Mańkowskiego, reż. M. Pieprzyca, spektakl Teatru Telewizji

### Narracja
- 2008: Film Lotnicy Kosmonauci
- 2010–2012: Programy TV  Zone Europa, AXN Crime

## Dubbing
- 1985: Jayce i gwiezdni wojownicy
- 2005 − 2006: Słodkie, słodkie czary
- 2006: Jeszcze pięć minut − Luiza
- 2012: Zwierzo-zwierzenia – różne postaci

## Nagrody i osiągnięcia
- 1996 - wyróżnienie za rolę Hrabiny w przedstawieniu „Szalony dzień” na podstawie „Wesela Figara” Beaumarchais'ego na XIV Festiwalu Szkół Teatralnych w Łodzi)
- 2010 - Złota Maska za rolę Agafii w spektaklu „Według Agafii” (Teatr Jaracza w Łodzi)
- 2011 - Złota Maska za rolę Wery w spektaklu PRZED ODEJŚCIEM W STAN SPOCZYNKU T. Bernharda (Teatr Jaracza w Łodzi)
- 2011 – Nagroda Marszałka Województwa Łódzkiego dla najlepszej aktorki sezonu 2010/2011
- 2013 – Nagroda Marszałka Województwa Łódzkiego dla najlepszej aktorki sezonu 2012/2013